# Morti nel 1970/Novembre
| Questa pagina contiene informazioni ricavate automaticamente dalle voci biografiche con l'ausilio del template Bio e di un bot. L'aggiornamento è periodico e automatico e ricostruisce completamente la pagina. Se manca una persona in questa lista, sei pregato di non aggiungerla, ma accertati piuttosto che la sua voce biografica contenga il template Bio e che i dati anagrafici siano correttamente compilati. Se il template Bio manca, inseriscilo tu stesso o, in alternativa, metti l'avviso {{tmp\|Bio}} che ne segnala la mancanza. Se i dati riportati sono sbagliati, correggi direttamente la voce biografica; le modifiche saranno visibili in questa lista entro pochi giorni. Per chiarimenti vedi il progetto biografie. La lista contiene solo le 75 persone che sono citate nell'enciclopedia e per le quali è stato implementato correttamente il template Bio. Pagina aggiornata al 3 mar 2024. |

- 1º novembre - Schuyler Enck, mezzofondista statunitense (n. 1900)
- 1º novembre - Carlo Morgari, pittore italiano (n. 1888)
- 1º novembre - Edvige Maria d'Asburgo-Lorena, nobile austriaca (n. 1896)
- 2 novembre - Abram Samojlovič Bezicovič, matematico russo (n. 1891)
- 2 novembre - Richard James Cushing, cardinale statunitense (n. 1895)
- 2 novembre - Fernand Gravey, attore belga (n. 1905)
- 2 novembre - Amedeo Moscati, avvocato e politico italiano (n. 1876)
- 2 novembre - Pierre Veyron, pilota di Formula 1 francese (n. 1903)
- 3 novembre - Raffaello De Rensis, musicologo e critico musicale italiano (n. 1879)
- 3 novembre - Pietro II di Jugoslavia, re jugoslavo (n. 1923)
- 3 novembre - Lizette Thorne, attrice britannica (n. 1882)
- 4 novembre - Friedrich Kellner, politico tedesco (n. 1885)
- 4 novembre - Ol'ga Izmajlovna Semënova-Tjan-Šanskaja, scacchista sovietica (n. 1911)
- 5 novembre - Teruhisa Komatsu, ammiraglio giapponese (n. 1888)
- 5 novembre - Mario Scrivano, calciatore italiano (n. 1892)
- 6 novembre - Leonida Barboni, direttore della fotografia italiano (n. 1909)
- 6 novembre - Bruno Cassinelli, avvocato e politico italiano (n. 1893)
- 6 novembre - Italo Garinei, anarchico, sindacalista e pubblicista italiano (n. 1886)
- 6 novembre - Agustín Lara, compositore e cantante messicano (n. 1900)
- 7 novembre - Bruno Meriggi, slavista e traduttore italiano (n. 1927)
- 7 novembre - Herbert Plaxton, hockeista su ghiaccio canadese (n. 1901)
- 8 novembre - Assuero Teofano Bassi, missionario e vescovo cattolico italiano (n. 1887)
- 8 novembre - Renzo Cesana, attore e compositore italiano (n. 1907)
- 8 novembre - Napoleon Hill, scrittore e saggista statunitense (n. 1883)
- 9 novembre - Francesco Giuliani, poeta e scrittore italiano (n. 1890)
- 9 novembre - Charles de Gaulle, generale, politico e scrittore francese (n. 1890)
- 10 novembre - Mario Francisco Fortunato, calciatore argentino (n. 1905)
- 10 novembre - Hellmuth Heye, ammiraglio tedesco (n. 1895)
- 12 novembre - Carlos Alves, calciatore portoghese (n. 1903)
- 13 novembre - Alberto Massa Gallucci, generale italiano (n. 1905)
- 13 novembre - Hélène Sparrow, medica e microbiologa polacca (n. 1891)
- 14 novembre - Lionello Groff, politico italiano (n. 1880)
- 15 novembre - Eduardo Víctor Haedo, politico uruguaiano (n. 1891)
- 15 novembre - Lew Tendler, pugile statunitense (n. 1898)
- 15 novembre - Konstantinos Tsaldaris, politico greco (n. 1884)
- 15 novembre - Karl Christian Weber, missionario e vescovo cattolico tedesco (n. 1886)
- 16 novembre - Luis Jiménez de Asúa, giurista, diplomatico e politico spagnolo (n. 1889)
- 19 novembre - Abdelaziz Ben Tifour, calciatore algerino (n. 1927)
- 19 novembre - Andrej Ivanovič Erëmenko, generale sovietico (n. 1892)
- 19 novembre - Marija Veniaminovna Judina, pianista sovietica (n. 1899)
- 19 novembre - Sent M'Ahesa, ballerina, traduttrice e giornalista svedese (n. 1883)
- 19 novembre - Mario Malatesta, calciatore e allenatore di calcio italiano (n. 1908)
- 19 novembre - Dolindo Ruotolo, presbitero italiano (n. 1882)
- 19 novembre - Lewis Sargent, attore statunitense (n. 1903)
- 19 novembre - Ferdinando Seriolo, calciatore italiano (n. 1902)
- 20 novembre - Alessandro Ghigi, zoologo, naturalista e ambientalista italiano (n. 1875)
- 21 novembre - Newsy Lalonde, hockeista su ghiaccio e allenatore di hockey su ghiaccio canadese (n. 1887)
- 21 novembre - Chandrasekhara Venkata Raman, fisico indiano (n. 1888)
- 21 novembre - Percy Ernst Schramm, storico tedesco (n. 1894)
- 22 novembre - George Finch, chimico e alpinista australiano (n. 1888)
- 22 novembre - Martha Holliday, attrice e ballerina statunitense (n. 1922)
- 23 novembre - Giancarlo Cornaggia-Medici, schermidore italiano (n. 1904)
- 23 novembre - Yusof Ishak, politico singaporiano (n. 1910)
- 23 novembre - Slavko Kodrnja, calciatore e allenatore di calcio jugoslavo (n. 1911)
- 23 novembre - Alf Prøysen, scrittore, poeta e cantautore norvegese (n. 1914)
- 25 novembre - Albert Ayler, sassofonista statunitense (n. 1936)
- 25 novembre - James William Barrett, calciatore inglese (n. 1907)
- 25 novembre - Louise Glaum, attrice statunitense (n. 1888)
- 25 novembre - Alberto Gori, patriarca cattolico italiano (n. 1889)
- 25 novembre - Hans Lohneis, calciatore tedesco (n. 1895)
- 25 novembre - Yukio Mishima, scrittore, drammaturgo e saggista giapponese (n. 1925)
- 25 novembre - Pierre Vladimiroff, ballerino e insegnante russo (n. 1893)
- 26 novembre - Abraham Kupchik, scacchista statunitense (n. 1892)
- 26 novembre - Carl Riegel, calciatore tedesco (n. 1897)
- 26 novembre - Sigfrid Siwertz, scrittore svedese (n. 1882)
- 27 novembre - Jaap van de Griend, calciatore olandese (n. 1904)
- 27 novembre - Helene Madison, nuotatrice statunitense (n. 1913)
- 28 novembre - Giorgio Del Vecchio, filosofo e giurista italiano (n. 1878)
- 28 novembre - Alla Hors'ka, pittrice ucraina (n. 1929)
- 28 novembre - Nina Ricci, stilista italiana (n. 1883)
- 28 novembre - Fritz von Unruh, scrittore e drammaturgo tedesco (n. 1885)
- 29 novembre - Walter Stuempfig, pittore statunitense (n. 1914)
- 30 novembre - Alfonso Caso, archeologo e politico messicano (n. 1896)
- 30 novembre - Matthias Heidemann, calciatore tedesco (n. 1912)
- 30 novembre - Lőrinc Tritz, calciatore ungherese (n. 1902)